# Miquel Mascaró Oliver
Miquel Mascaró Oliver (Llucmajor, Mallorca, 1966) és un informàtic mallorquí especialista en síntesi d'imatges i animació. Es llicencià a la Universitat de les Illes Balears, UIB, el 1992, després d'obtenir un màster en síntesi d'imatges i animació per ordinador el 1991 a la Universitat de Middlesex (Regne Unit). Des del 1992 és professor de fonaments de programació de la UIB i coordina diferents màsters. Ha participat en la realització i supervisió de nombrosos vídeos de creació infogràfica, com ara Al otro lado del 1992; The Wit, del 1993, que aconseguí el 1994 els premis Art Futura a Espanya i Imagina a Montecarlo; Walking Arrund, del 1995, que aconseguí el premi Imagina el 1996; Disse un giorno una gallina del 1997; Beach Club, del 1997, etc.